# Скотт, Джон Монтегю Дуглас, 7-й герцог Баклю
Джон Чарльз Монтегю-Дуглас-Скотт, 7-й герцог Баклю и 9-й герцог Куинсберри (англ. John Charles Montagu Douglas Scott, 7th Duke of Buccleuch and 9th Duke of Queensberry; 30 марта 1864 — 19 октября 1935 года) — шотландский аристократ, политик и землевладелец.
Был известен как Достопочтенный Джон Монтегю Дуглас Скотт с 1864 по 1884 год, лорд Джон Монтегю Дуглас Скотт с 1884 по 1886 год, граф Далкейт с 1886 по 1914 год.

## Ранняя жизнь

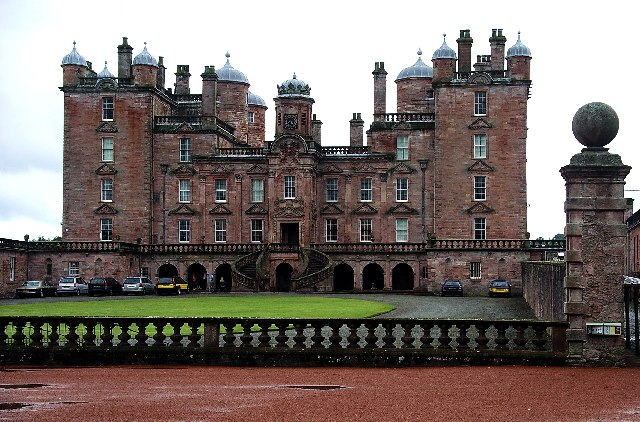
Замок Драмланриг, Дамфрис и Галлоуэй — резиденция герцогов Баклю

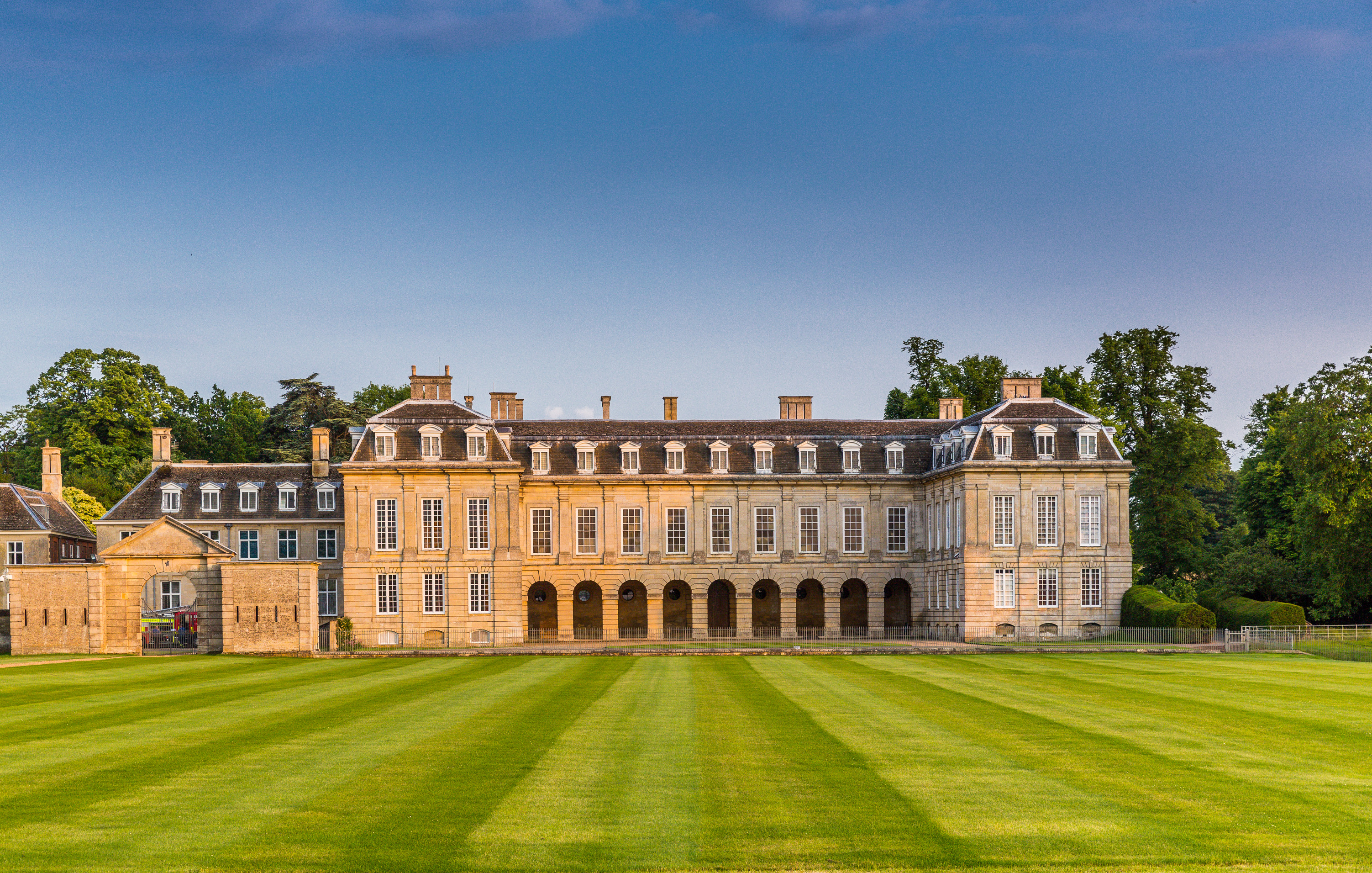
Баутон-хаус, Нортгемптоншир — резиденция герцогов Баклю

Родился 30 марта 1864 года в Гамильтон-Плейс, Уайтхолл, Лондон, Англия. Второй сын Уильяма Монтегю Дугласа Скотта, 6-го герцога Баклю (1831—1914), и леди Луизы Гамильтон (1836—1912). Его старший брат, Уолтер Генри Монтегю Дуглас Скотт, граф Далкейт (1861—1886), случайно погиб во время охоты на оленей в Ахнакарском лесу в возрасте 25 лет. Уолтер был холост, и титул графа Далкейта перешел к его младшему брату Джону. В 1881 году он служил мичманом в Королевском флоте на борту HMS Bacchante с внуками королевы Виктории — принцем Альбертом Виктором, герцогом Кларенсом и Эйвондейлом, и принцем Георгом Уэльский, позднее королем Великобритании Георгом V. В сентябре 1883 года ему было присвоено звание лейтенанта.

## Карьера
Герцог Баклю занимал следующие посты:
- 1895—1906: член Палаты общин Великобритании от Роксбургшира (консеватор)[2]
- 1886: заместитель лейтенанта Эдинбурга[2]
- 1887: заместитель лейтенанта Дамфришира[2]
- Мировой судья Селкерка и Роксбургшира[2]
- 1893: вице-лорд-лейтенант Селкерка[2]
- 1896: заместитель лейтенанта Роксбургшира[2]
- 1915—1935: лорд-лейтенант Дамфриссшира[2]
- 1926—1935: лорд-клерк регистра Шотландии[2].

## Брак и дети
В понедельник 30 января 1893 года Джон Монтегю Дуглас Скотт обвенчал в церкви Святого Павла в Найтсбридже на леди Маргарет Элис «Молли» Бриджмен (20 января 1872 — 7 августа 1954), дочери Джорджа Бриджмена, 4-го графа Брэдфорда (1845—1915), и леди Иды Фрэнсис Аннабеллы Ламли (1848—1936), дочь Ричарда Ламли, 9-го графа Скарбро (1813—1884). У них было восемь детей:
- Леди Маргарет Ида Монтегю Дуглас Скотт (13 ноября 1893 — 17 декабря 1976), 16 февраля 1926 года вышла замуж за адмирала сэра Джеффри Алана Брука Хокинса (1895—1980), родила троих детей.
- Уолтер Джон Монтегю Дуглас Скотт, 8-й герцог Баклю (30 декабря 1894 — 4 октября 1973), был женат на Вреде Эстер Мэри Ласселлз с 21 апреля 1921 года, имел троих детей.
- Лорд Уильям Уолтер Монтегю Дуглас Скотт[англ.] (17 января 1896 — 30 января 1958), 27 апреля 1937 года женился на леди Рейчел Дуглас-Хоум (дочери Чарльза Дугласа-Хоума, 13-го графа Хоума и сестры будущего премьер-министра сэра Алека Дугласа-Хоума), имел пятерых детей.
- Леди Сибил Энн Монтегю Дуглас Скотт (14 июля 1899 — 1 ноября 1990); 14 мая 1919 года вышла замуж за Чарльза Фиппса, родила четверых детей.
- Принцесса Алиса, герцогиня Глостерская (25 декабря 1901 — 29 октября 2004); она вышла замуж за принца Генриха, герцога Глостерского, 6 ноября 1935 года, родила двух сыновей.
- Леди Мэри Тереза Монтегю Дуглас Скотт (4 марта 1904 — 1 июня 1984); она вышла замуж за Дэвида Сесила, 6-го маркиза Эксетера, 10 января 1929 года, и они развелись в 1946 году), имела четверых детей.
- Леди Анджела Кристин Роуз Монтегю Дуглас Скотт (26 декабря 1906 — 28 сентября 2000); 28 апреля 1936 года вышла замуж за вице-адмирала сэра Питера Доуни, родила двоих детей.
- Лорд Джордж Фрэнсис Джон Монтегю Дуглас Скотт (8 июля 1911 — 8 июня 1999); 16 декабря 1938 года он женился на Мэри Бишоп, имел троих детей.

## Смерть
Джон Чарльз Монтегю-Дуглас-Скотт, 7-й герцог Баклю, скончался от рака в Боухилл-хаусе, Селкиркшир, Скоттиш-Бордерс, Шотландия, 19 октября 1935 года в возрасте 71 года, менее чем за месяц до того, как его дочь Алиса вышла замуж за принца Генри, третьего сына короля Георга V и королевы Марии. Свадьба должна была состояться в Вестминстерском аббатстве, но, учитывая обстоятельства, мероприятие было свернуто, и место проведения было перенесено в Букингемский дворец.
Герцог Баклю был похоронен 22 октября 1935 года в семейном склепе мемориальной часовни Баклю в епископальной церкви Святой Марии в Далкейте, округ Мидлотиан. Церковь расположена на Главной улице Далкейта, у входа в загородный парк Далкейта.
Джону Чарльзу Монтегю Дугласу Скотту наследовал его старший сын Уолтер Джон Монтегю Дуглас Скотт, 8-й герцог Баклю.

## Титулы, почести и награды
- 18 сентября 1886 — 5 ноября 1914: Джон Чарльз Монтегю Дуглас Скотт, граф Далкейт[2]
- 5 ноября 1914 года: Его Светлость сэр Джон Чарльз Монтегю Дуглас Скотт, 7-й герцог Баклю и 9-й герцог Куинсберри[2]
- 17 июля 1929 года: генерал-капитан Королевской роты лучников[2]
- 1917: Рыцарь ордена Чертополоха[2]
- 1934: Рыцарь Большого Креста Королевского Викторианского ордена[2]
- 1929: Почетный полковник 78-й полевой бригады королевской артиллерии[2].

## Титулатура
- 7-й герцог Баклю (с 5 ноября 1914)
- 9-й герцог Куинсберри (с 5 ноября 1914)
- 9-й маркиз Дамфризшир (с 5 ноября 1914)
- 10-й граф Баклю (с 5 ноября 1914)
- 7-й граф Донкастер (с 5 ноября 1914)
- 7-й граф Далкейт (с 5 ноября 1914)
- 7-й лорд Скотт из Тиндалла, Нортумберленд (с 5 ноября 1914)
- 7-й лорд Скотт из Уитчестера и Эскдейлла (с 5 ноября 1914)
- 11-й лорд Скотт из Баклю (с 5 ноября 1914).